# Зиновьев, Алексей Зиновьевич
Алексей Зиновьевич Зиновьев (1801—1884) — русский педагог-филолог и историк, инспектор Ярославского лицея, профессор Лазаревского института восточных языков.

## Биография
Происходил из мещан. Среднее образование получил в частном пансионе Терликовых. В 1817 году поступил вольнослушателем в Московский университет; с 1818 года студент словесного отделения Московского университета.
В 1821 году действительным студентом окончил университетский курс и в октябре 1821 года поступил канцелярским служащим в Московскую городскую думу. После сдачи в июне 1822 года экзамена на степень кандидата, в ноябре 1822 года он получил должности преподавателя латинского и русского языков и надзирателя при воспитанниках в Университетском благородном пансионе; кроме этого он стал хранителем библиотеки пансиона. С сентября 1825 года Зиновьев начал преподавать историю и географию в Московском воспитательном доме.
В 1823 году дебютировал в печати переводами детских французских повестей. В 1824 году принял участие в переводе с немецкого языка «Римских древностей» А. Адама.
В 1827 году готовил к поступлению в университетский благородный пансион М. Ю. Лермонтова, обучением которого руководил вплоть до 1830 года.
После защиты в 1827 году магистерской диссертации («О начале, ходе и успехах критической Российской истории», М. 1827), Зиновьев был назначен в декабре того же года учителем русской истории в пансионе.
В 1829 году опубликовал учебник «Краткая всемирная история».
В феврале 1830 года он определён «профессором российского красноречия и словесности, древнего языка» в ярославский Демидовский юридический лицей (с 1832 года ещё и инспектором студентов).
В конце января 1848 года был определён товарищем (заместителем) инспектора и старшим преподавателем русской словесности в Лазаревском институте восточных языков; с июня стал исполнять должность инспектора, с июля 1849 года по 1858 год был профессором русской словесности. Одновременно с декабря 1851 года преподавал в младшем отделении Воспитательного дома.
В 1858 году после 35 лет службы вышел в отставку, но продолжал давать уроки в Мариинско-Ермоловском училище. В последние годы занимался переводами с латинского, английского и немецкого языков.
Умер 26 февраля (9 марта) 1884 года. Похоронен в Алексеевском женском монастыре.

## Сочинения и переводы Зиновьева
- «Известия о жизни Иоанна Эриха Тунманна. Из похвального слова Эбергарда». М., 1828;
- «Учебная книга латинского языка» (М., 1829);
- «Основания риторики по новой и простой системе Ауербаха» (М., 1836);
- «Основания русской стилистики» (М., 1839);
- «Потерянный рай», Джона Мильтона (1 изд., 1861);
- Исторический очерк Лазаревского института восточных языков. — 2-е изд., доп. — М.: тип. Лазаревск. ин-та вост. яз, 1863. — 149 с., 8 л. портр.;
- «Приветствие М. П. Погодину» (М., 1872);
- «Римские древности», А. Адама (с немец., М., 2 изд., 1834);
- тоже Коппа (с немецк., Москва, 2 изд. 1873);
- «Беседа о старости», Марка Туллия Цицерона (1866);
- «Потерянный рай», Джона Мильтона (2 изд., 1871);
- «Чудеса Господа нашего Иисуса Христа», Тренча (с англ., М., 1883)
- множество статей в «Журнале Министерства народного просвещения» (1835—1845), «Москвитянине» (1842—1848), «Вестнике Европы» (1824), «Московском Вестнике» (1827) и др., по вопросам филологии и истории.

По смерти Зиновьева издан его оригинальный труд:
- «Римские древности. Описание общественной и частной жизни древних римлян» (М., 1884 и 1887).

## Дети
- Зиновьев, Иван Алексеевич (1835—1917) — дипломат, в 1872—1876 посланник России в Румынии, в 1876—1883 — в Иране.
- Зиновьев, Михаил Алексеевич (1838—1895) — артиллерийский офицер, генерал-лейтенант, лифляндский губернатор.
- Зиновьев, Николай Алексеевич (1839—1917) — заместитель министра внутренних дел В. К. Плеве в 1902—1904 гг., с 1904 г. член государственного совета.